# Julian Zenger
Julian Zenger (ur. 26 sierpnia 1997 w Wangen im Allgäu) – niemiecki siatkarz, reprezentant kraju, grający na pozycji libero.
W 2024 roku rozpoznano u niego problemy kardiologiczne. Miał zakrzepicę, po dokładniejszych badaniach zdiagnozowano u siatkarza anomalię aorty. 

## Przebieg kariery
| Lata                      | Klub                     |
| ------------------------- | ------------------------ |
| 2016–2017                 | VC Olympia               |
| 2017–2017 (od 15.03.2017) | VfB Friedrichshafen      |
| 2017–2019                 | United Volleys Frankfurt |
| 2019–2021                 | Berlin Recycling Volleys |
| 2021–2022                 | Itas Trentino            |
| 2022–2024                 | Kioene Padwa             |
| 2024– (od 06.11.2024)     | Arkas Spor Izmir         |

## Sukcesy klubowe
Mistrzostwo Niemiec:
- 2021
- 2017
- 2018

Superpuchar Niemiec:
- 2019, 2020

Puchar Niemiec:
- 2020

Superpuchar Włoch:
- 2021

Klubowe mistrzostwa świata:
- 2021

Liga Mistrzów:
- 2022

## Sukcesy reprezentacyjne
Mistrzostwa Europy:
- 2017